# 边缘科学
边缘科学（英語：fringe science）指代一些具有高度臆測性的思想觀點，或者依賴於一些已被否定的前提。絕大多數的邊緣科學理論最終都被否定，僅有大陸漂移學說等極少數的例外最終被接受並得到發展、成為真正科學理論的一部分。边缘科学理论通常由没有传统学术背景的人或主流学科以外的研究人员提出:58。公眾大多很難區分科學觀點和其仿冒者:173，在某些情况下，“对专家觀點的渴望或普遍質疑是接受伪科学主张的非常有效的诱因”:176。一個邊緣科學的例子是奥布里·德格雷的掌控可忽略衰老，另一些例子則包括了意識現象必須仰賴量子物理學機制的假說和1989年电化学家马丁·弗莱施曼和斯坦利·庞斯提出的冷核聚變。
「邊緣科學」一詞涵蓋範圍很廣，既包括可以通過科學方法檢驗的新穎假說，又包括可能屬於偽科學範疇的特設假設。因此，該術語常常和科妄或者偽科學研究人士相關聯。
另一方面，曾經被科學共同體接受的主流觀點可能會隨著更新的研究結果被取代，從而成為邊緣科學 。例如，局灶性感染理論認為扁桃体或牙齿的局部感染是全身性疾病的主要原因，並曾被認為是一個醫學事實，但是在之後的歲月因為缺乏證據而被廢棄。
在歷史上，絕大多數的邊緣科學觀點，最終都被學界所拒絕，僅有少數的邊緣科學理論最終被學界所接受。:172一個曾經是邊緣科學理論但最終被學界接受的例子是阿尔弗雷德·魏格纳的大陆漂移学说，:5但要再次強調的是，像大陸漂移學說這樣最終被接受的邊緣科學理論是極少數，絕大多數的邊緣科學理論最終都是錯的，或者打從一開始就是偽科學。